# Mydas crassipes
Mydas crassipes är en tvåvingeart som först beskrevs av John Obadiah Westwood 1841.  Mydas crassipes ingår i släktet Mydas och familjen Mydidae.
Artens utbredningsområde är Florida. Inga underarter finns listade i Catalogue of Life.